# Jméno Ruska
Jméno Ruska, v originále Имя России, byla televizní soutěž ruské stanice Rusko 1, která byla uspořádána roku 2008 podle vzoru britské soutěže 100 největších Britů. Hlasující měli zvolit největší osobnost ruských dějin. Zvítězil středověký kníže Alexandr Něvský.

## Výsledky finále
1. Alexandr Něvský – panovník

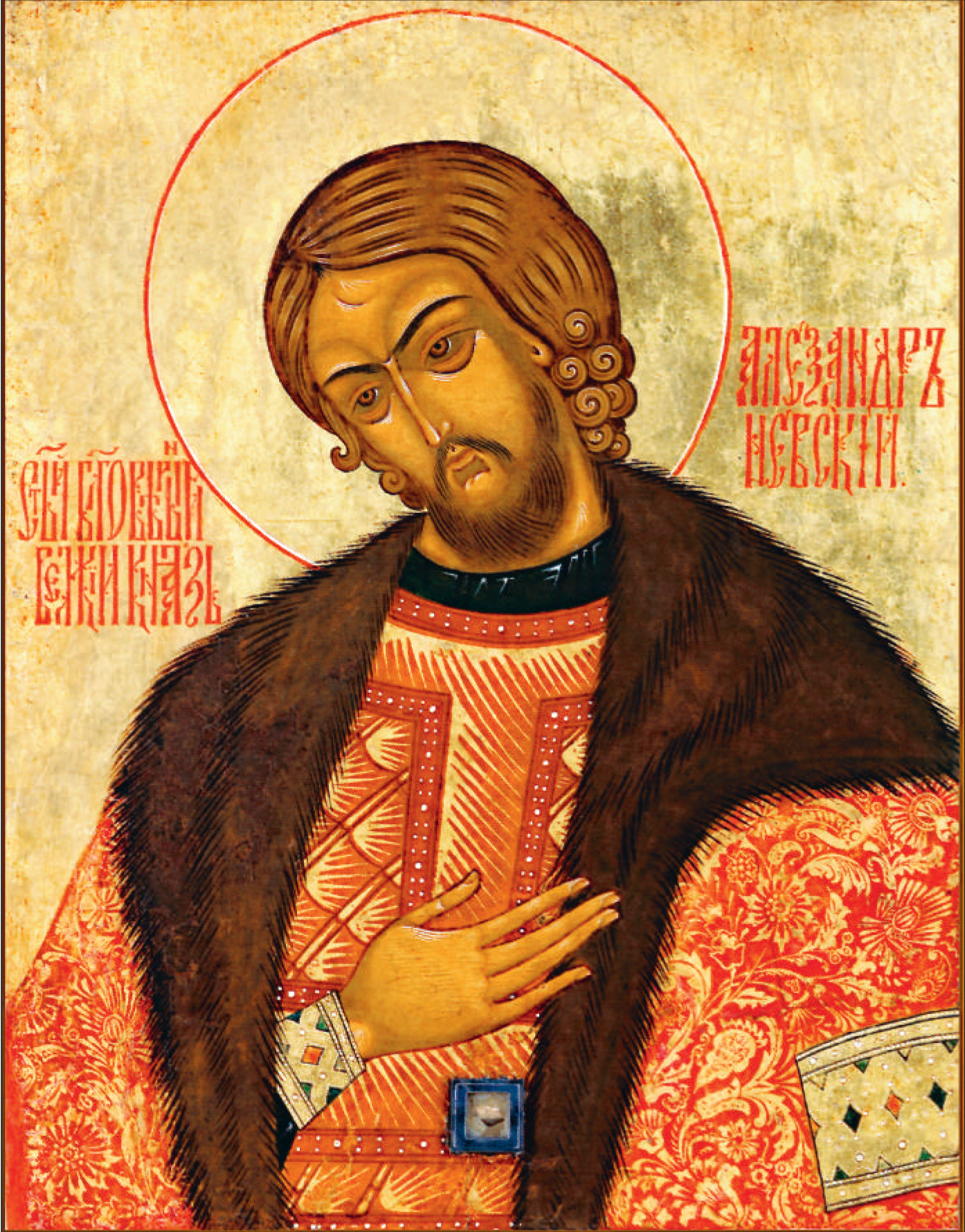
Alexandr Něvský

2. Pjotr Stolypin – ministerský předseda vlády carského Ruska
3. Josif Vissarionovič Stalin – sovětský vůdce
4. Alexandr Sergejevič Puškin – spisovatel
5. Petr I. Veliký – car
6. Vladimir Iljič Lenin – sovětský vůdce
7. Fjodor Michajlovič Dostojevskij – spisovatel
8. Alexandr Vasiljevič Suvorov – vojevůdce
9. Dmitrij Ivanovič Mendělejev – chemik
10. Ivan IV. Hrozný – car
11. Kateřina II. Veliká – carevna
12. Alexandr II. Nikolajevič – car

## Další z finálové padesátky
- Alexandr Alexandrovič Blok – básník a dramatik
- Michail Bulgakov – spisovatel
- Ivan Alexejevič Bunin – spisovatel
- Konstantin Eduardovič Ciolkovskij – fyzik
- Petr Iljič Čajkovskij – hudební skladatel
- Anton Pavlovič Čechov – spisovatel a dramatik
- Vladimir Dal – lexikograf
- Anton Ivanovič Děnikin – generál, bělogvardějec
- Dmitrij Donský – panovník
- Jurij Gagarin – kosmonaut
- Nikolaj Vasiljevič Gogol – spisovatel a dramatik
- Nikita Sergejevič Chruščov – sovětský vůdce
- Jaroslav I. Moudrý – panovník
- Lev Jašin – fotbalista
- Boris Jelcin – prezident
- Jurij Dolgorukij – panovník
- Sergej Alexandrovič Jesenin – básník
- Ilja Muromec – bohatýr
- Sergej Koroljov – raketový inženýr
- Michail Illarionovič Kutuzov – vojevůdce
- Michail Jurjevič Lermontov – spisovatel a básník
- Michail Lomonosov – přírodovědec
- Mikuláš II. Alexandrovič – car
- Kuzma Minin – obchodník a národní hrdina
- Pavel Nachimov – admirál
- Nikolaj Ivanovič Pirogov – lékař
- Grigorij Alexandrovič Potěmkin – vojevůdce a státník
- Konstantin Konstantinovič Rokossovskij – vojevůdce
- Andrej Rublev – malíř
- Rurik – novgorodský vládce
- Andrej Dmitrijevič Sacharov – jaderný fyzik a politický aktivista
- Sergej Radoněžský – duchovní
- Fjodor Ivanovič Šaljapin – operní pěvec
- Lev Nikolajevič Tolstoj – spisovatel
- Ivan Sergejevič Turgeněv – spisovatel a dramatik
- Fjodor Fjodorovič Ušakov – admirál a vojevůdce
- Vladimir Vysockij – herec a zpěvák
- Georgij Konstantinovič Žukov – vojevůdce